# Swiftair

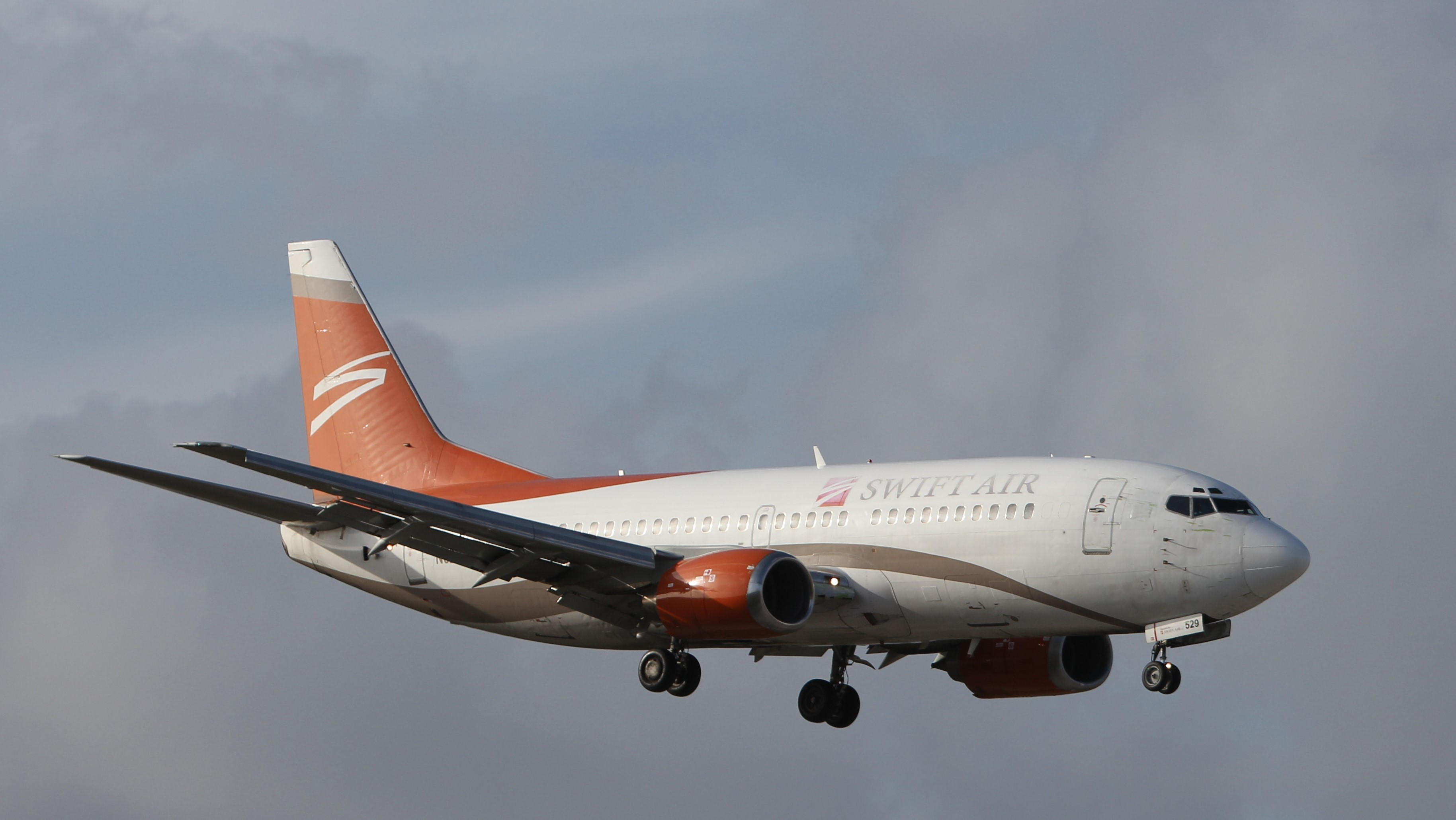

Swiftair är ett spanskt flygbolag med både fraktflyg och passagerartrafik. Flottan med över 30 flygplan består av ATR 42/72, Boeing 737-300F, Boeing 727-300F, Swearingen Metro, Embraer EMB 120 och MD-83
Bolaget grundades 1986 i Madrid. Den viktigaste huben är Madrid Barajas internationella flygplats.

## Swiftair iSverige
Swiftair har avgångar till Landvetter och Jönköpings flygplats